# Austrodecus glaciale
Austrodecus glaciale är en havsspindelart som beskrevs av Hodgson, T.V. 1907. Austrodecus glaciale ingår i släktet Austrodecus och familjen Austrodecidae. Inga underarter finns listade.